# Lopp (vapendel)
Lopp kallas den urborrning i eldröret på ett eldvapen som går från patronlägets slut till eldrörets mynning och används för att skjuta projektiler ut ur vapnet. Loppet bidrar med att stabilisera samt rikta projektilerna åt önskat håll.
Loppets längd kan dels anges i absoluta tal (cm, mm), vilket ofta görs för finkalibriga vapen, dels relativt vapnets kaliber (längd/kaliber), vilket normalt görs för mellankalibriga och grovkalibriga vapen (kaliber större än 20 mm).

## Borrning
Lopp kan vara utformade på flera olika sätt och framställs genom så kallad borrning. Det finns flera typer av borrning.

### Slätborrning

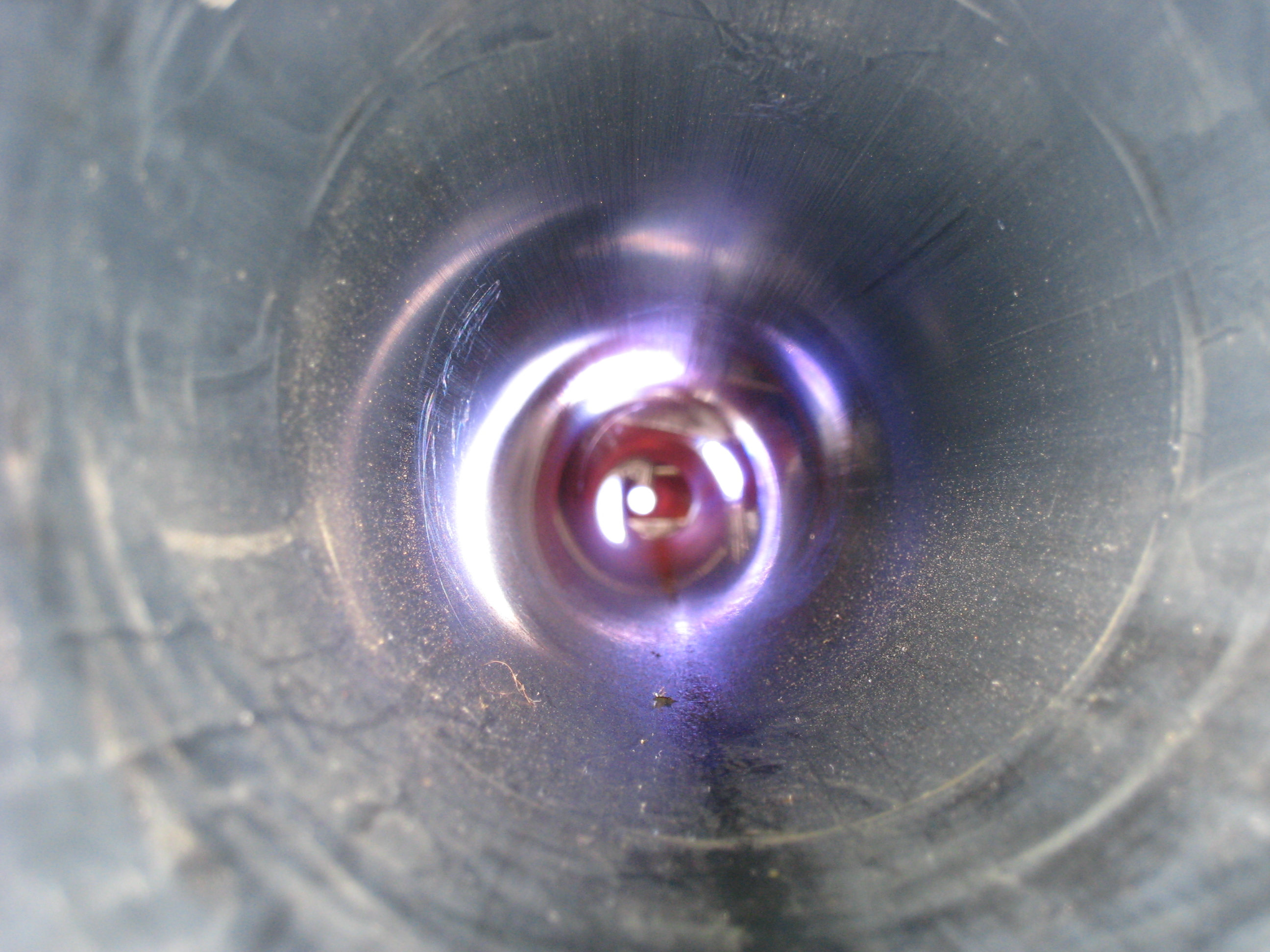
Slätborrat lopp hos en Rheinmetall Rh-120 högtryckskanon.

Slätborrning betyder att loppet borras helt cylindriskt. Detta är användbart i modern tid för projektiler som inte behöver eller fungerar med rotationsstabilisering, såsom hagelammunition och fenstabiliserade projektiler.
Slätborrning används i modern tid huvudsakligen till hagelvapen, granatkastare och stridsvagnskanoner, men har historiskt varit standard hos mynningsladdade pistoler, musköter och kanoner.

### Trångborrning

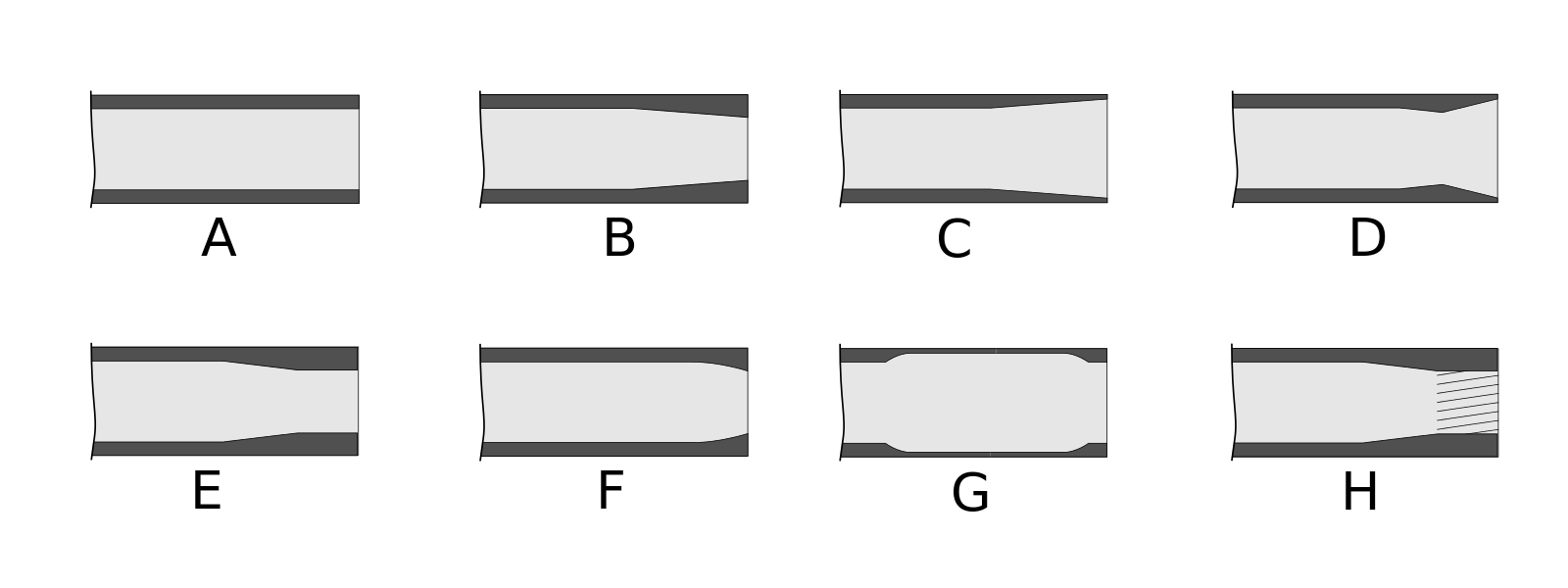
Olika trångborrade lopp för hagelgevär.

Trångborrning betyder att loppet borras så att den har en förträngning i den främre delen av loppet eller en avsmalnande profil genom större delen av loppet. Används vanligen för hagelvapen i syfte att minska haglens spridning, men har historiskt även använts för bruk med underkalibrig ammunition som flänsprojektiler. Finns i flera olika trångborrningsgrader med procentnormer:
- Full (hel) trångborrning – 70 % (tidigare kallad stark trångborrning)
- Trekvarts trångborrning – 65 %
- Halv trångborrning – 60 % (tidigare kallad svag trångborrning)
- Kvarts trångborrning – 55 %
- Förbättrad cylinderborrning – 50 %
- Cylinderborrning – 40 %

### Rakborrning
Rakborrning betyder att loppet borras så att raka räfflor eller liknande skapas invändigt i eldröret, så kallad rakräffling. Rakborrning är sedan 1800-talet en föråldrad och numera historisk borrningsteknik som var föregångare till spiralräffling hos handeldvapen, främst bland pistoler. Det användes även begränsat förr i tiden för att skapa lopp som var avsedda att skjutas omväxlande med kula och hagel. Raka räfflor ansågs även ge kulor bättre ballistiska egenskaper än slätborrade lopp, en teori som inte kunnat bevisas.

### Spiralborrning

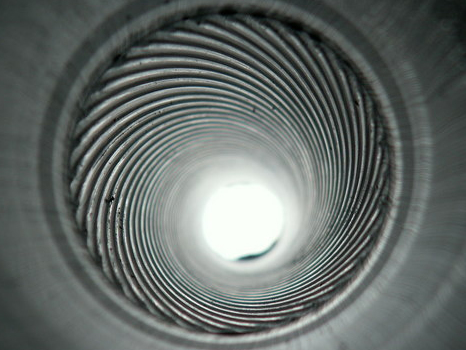
Spiralborrat lopp (spiralräffling) tillhörandes en 105 mm kanon.

Spiralborrning är en spiralvriden borrningsmetod och betyder att loppet borras så att spiralvridna räfflor skapas invändigt i eldröret, så kallad spiralräffling. Spiralborrning används huvudsakligen för kulvapen och gör så att projektilen börjar rotera kring sin längdaxel när den går genom loppet, vilket leder till att projektilen får högre stabilitet i banan, så kallad rotationsstabilisering.
Spiralräffling började bli vanligt under mitten av 1800-talet i och med att bakladdade vapen tillät tätare laddningar och laddning av projektiler som ordentligt kunde greppa i räfflorna. I modern tid är spiralborrning den mest använda borrningsmetoden hos alla typer av eldrörsvapen, bortsedd från hagelvapen.

### Polygon-borrning
Polygon-borrning är en spiralvriden borrningsmetod som skapar ett spiralgående polygon-format lopp utan klart markerade bommar och räfflor. Loppets profil är i princip en månghörning med svagt markerade, rundade hörn som går i spiral och tvingar genomgående projektiler in i rotation kring sin längdaxel vilket leder till att projektilen får högre stabilitet i banan genom så kallad rotationsstabilisering. Används huvudsakligen inom jakt hos studsare.